# Lorenzo Mayers Caramuel

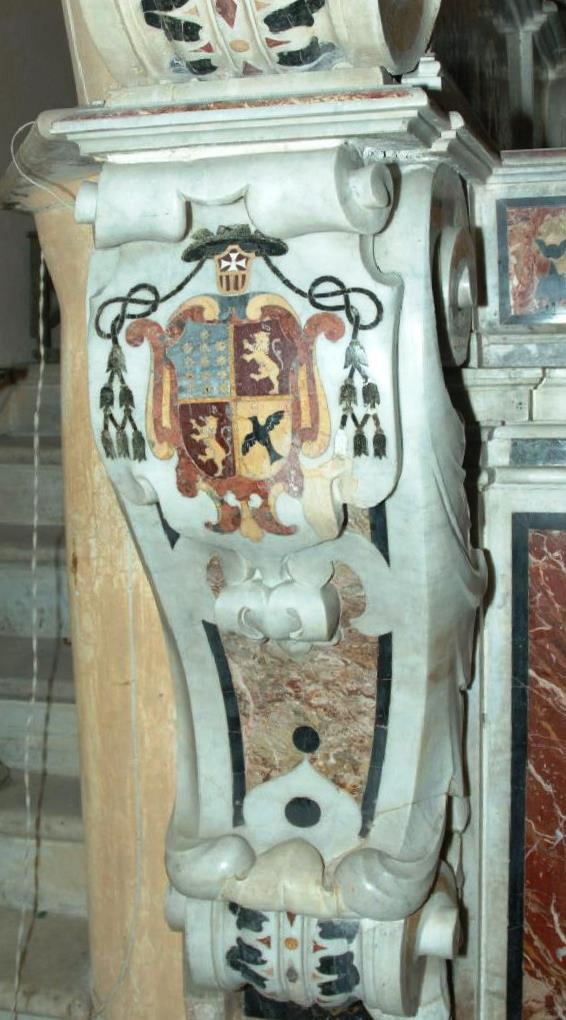
Lato cornu Evangelii dell'altare maggiore della cattedrale di Gaeta con lo stemma del vescovo Mayers Caramuel

Lorenzo Mayers Caramuel (Madrid, 5 giugno 1617 – Gaeta, 26 febbraio 1683) è stato un vescovo cattolico spagnolo.

## Biografia
Nacque il 5 giugno 1617 a Madrid da Jaime Mayers, fiammingo, e Jerónima Caramuel y Lobkowitz, sorella maggiore del celebre vescovo e matematico Juan, anch'essa di origine fiamminga.
Vestì l'abito mercedario il 10 agosto 1633, giorno di San Lorenzo. L'anno seguente, il 12 ottobre, emise i voti nel convento madrileno della Mercede.
Studiò teologia all'Università di Alcalá, ove si laureò nel 1639. Nello stesso periodo fu ordinato sacerdote. Ebbe fama di gran predicatore e fu anche predicatore di Sua Maestà in Spagna.
Fece carriera all'interno dell'Ordine mercedario, venendo nominato rettore del collegio di Alcalá, vicario provinciale e redentore dei prigionieri.
Il 27 aprile 1676 Clemente X lo nominò vescovo di Castellammare di Stabia. Fu consacrato vescovo nella chiesa di San Giacomo degli Spagnoli dal cardinale Carlo Pio di Savoia, assistenti i monsignori Benedetto Cappelletti, già arcivescovo di Manfredonia, e Girolamo Barzellini, vescovo di Cariati.
Il 18 aprile 1678 Innocenzo XI lo traslò alla diocesi di Gaeta. Portò a termine la realizzazione dell'altare maggiore in marmi policromi della cattedrale, facendovi intarsiare il proprio stemma su una voluta del lato in cornu Evangelii. Lo testimonia anche una lapide posta sul retro dell'altare:
(Epigrafe sul retro dell'altare)
L'epigrafe fu posta probabilmente dopo la sua morte, avvenuta il 26 febbraio dello stesso anno, se il canonico primicerio ne risulta il dedicatario. Fu sepolto nella Cattedrale.

## Genealogia episcopale
La genealogia episcopale è:
- Cardinale Guillaume d'Estouteville, O.S.B.Clun.
- Papa Sisto IV
- Papa Giulio II
- Cardinale Raffaele Riario
- Papa Leone X
- Papa Paolo III
- Cardinale Francesco Pisani
- Cardinale Alfonso Gesualdo
- Papa Clemente VIII
- Cardinale Pietro Aldobrandini
- Cardinale Laudivio Zacchia
- Cardinale Antonio Barberini, O.F.M.Cap.
- Cardinale Marcantonio Franciotti
- Cardinale Giambattista Spada
- Cardinale Carlo Pio di Savoia iuniore
- Vescovo Lorenzo Mayers Caramuel, O. de M.